# Transports dans les Hautes-Pyrénées
Les transports dans le département français des Hautes-Pyrénées sont principalement orientés est-ouest, le long de l'axe du piémont pyrénéen où se trouve notamment la préfecture Tarbes. Les voies pénétrant à l'intérieur du massif sont principalement d'intérêt régional et local, aucun axe important ne permettant de gagner l'Espagne. Les pèlerinages à Lourdes génèrent des besoins de transport atypiques à destination du département.

## Transport routier

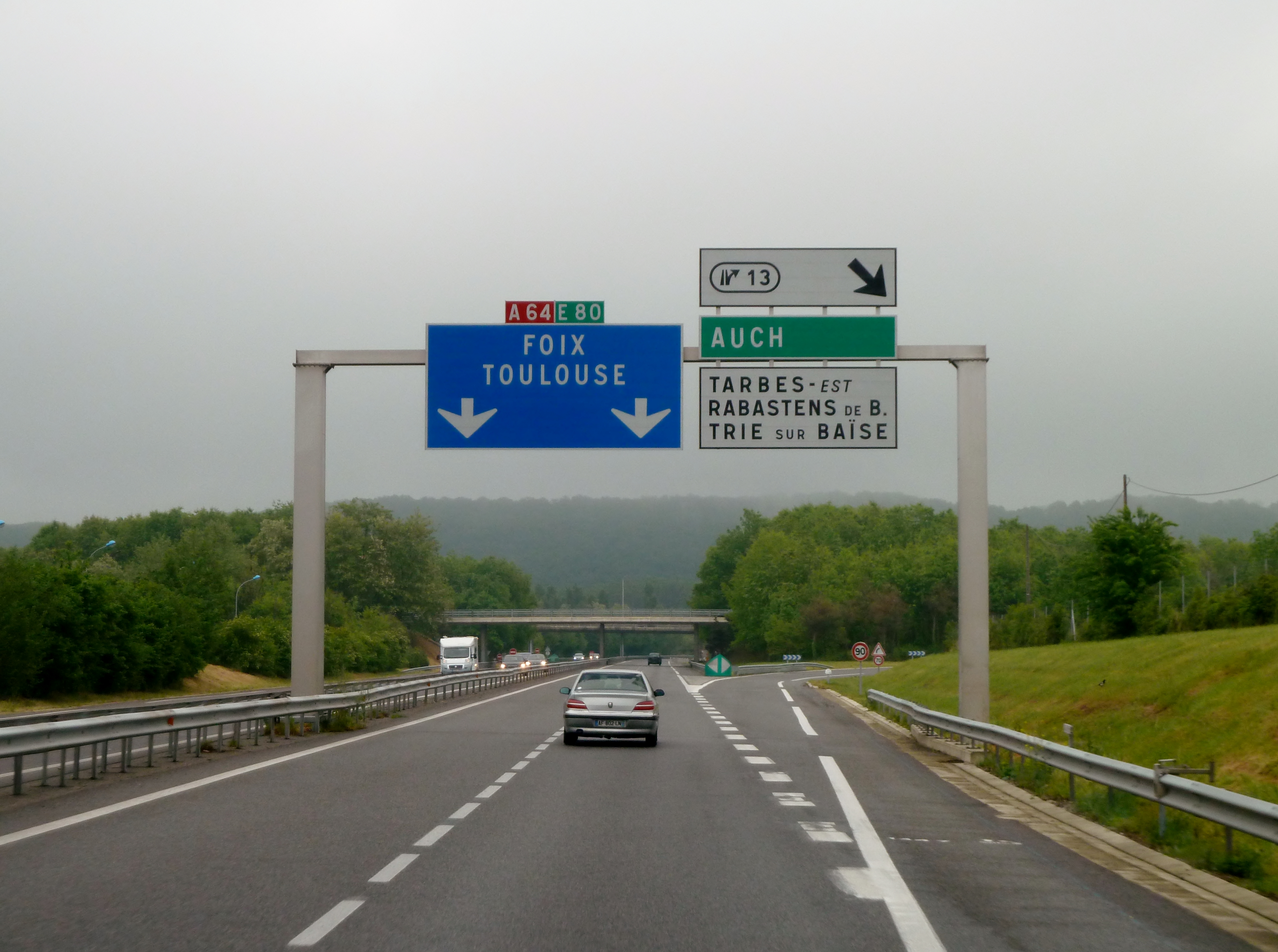
L'autoroute A64 au niveau de Tarbes.

### Infrastructures routières
Le principal axe routier du département est l'autoroute A64, qui relie la préfecture Tarbes à Toulouse à l'est, Pau et Bayonne à l'ouest, avec un trafic de 20 000 à 25 000 véhicules/jour selon les sections dans le département. La route nationale 21, l'une des dernières conservées dans le réseau routier national après 2006, relie Tarbes à Auch et Agen au nord (seulement 4 300 véhicules/jour à la limite du Gers) et surtout à Lourdes au sud (21 000 véhicules/jour).
Plusieurs routes importantes remontent les vallées pyrénéennes depuis le piémont. La route départementale 821, à 2x2 voies, prolonge la RN 21 jusqu'à Argelès-Gazost. La route départementale 135 donne accès à Bagnères-de-Bigorre depuis Tarbes. La route départementale 929 relie Montréjeau à Saint-Lary-Soulan et donne accès au tunnel Aragnouet-Bielsa, seule voie de passage vers l'Espagne située dans les Hautes-Pyrénées mais qui ne joue qu'un rôle mineur dans les échanges entre les deux pays.

### Transport collectif de voyageurs
Les Hautes-Pyrénées sont desservies par le réseau régional de transport routier liO, qui exploite 7 lignes régulières dans le département.

## Transport ferroviaire

### Historique

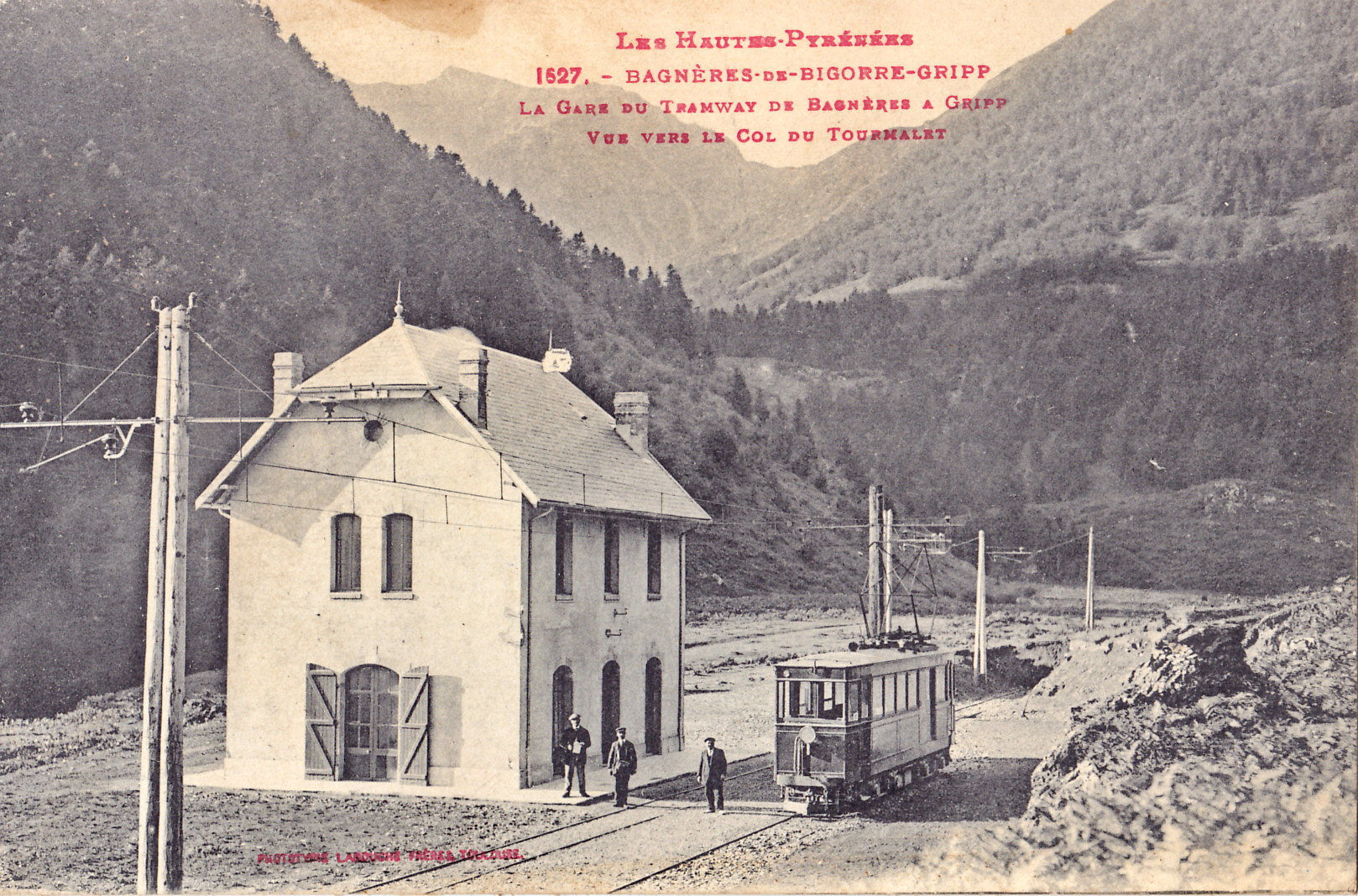
La gare du Plateau d'Artigues des Tramways électriques de la Bigorre.

La première ligne de chemin de fer a ouvert dans le département en 1859, entre Mont-de-Marsan et Tarbes. Mais la ligne principale dans le département sera la ligne de Toulouse à Bayonne, ouverte en 1866-1867, et qui dessert notamment Lannemezan, Tarbes et Lourdes.
Le réseau d’intérêt général a été développé dans le département par la Compagnie des chemins de fer du Midi et du Canal latéral à la Garonne : en plus des lignes de piémont, quelques lignes remontaient les vallées vers l'intérieur du massif des Pyrénées. À la fin du XIXe siècle, le chemin de fer d’intérêt général atteignait la plupart des villes et bourgs de plaine et de moyenne montagne, dont Argelès-Gazost, Arreau, Bagnères-de-Bigorre, Lannemezan, Lourdes, Maubourguet, Ossun, Pierrefitte-Nestalas, Tarbes et Vic-de-Bigorre.
Ce réseau d'intérêt général est complété par des chemins de fer d’intérêt local, qui permettent notamment de rentrer plus profondément dans le massif pyrénéen. Les Tramways électriques de la Bigorre (TEB) relient Lourdes à Artigues via Bagnères-de-Bigorre et Campan, tandis que le tramway Pierrefitte – Cauterets – Luz dessert le Lavedan. Ces lignes disparaissent pour la plupart dans les années 1930.
La Compagnie du Midi électrifie dès 1913-1914 la ligne de Toulouse à Bayonne, qui possède une des plus fortes rampes du réseau français (33 ‰). Les lignes des vallées pyrénéennes suivront quelques années plus tard.
Le réseau d'intérêt général sera toutefois touché comme ailleurs par des fermetures nombreuses entre les années 1940 et les années 1960. Depuis 1970, la ligne de Toulouse à Bayonne est la seule ouverte au trafic voyageurs dans les Hautes-Pyrénées.
|                                             |
| Le réseau ferroviaire à son apogée en 1920. |

|                                     |
| Le réseau ferroviaire de nos jours. |

|                                                    |
| Carte animée de l’évolution du réseau ferroviaire. |

### Situation actuelle

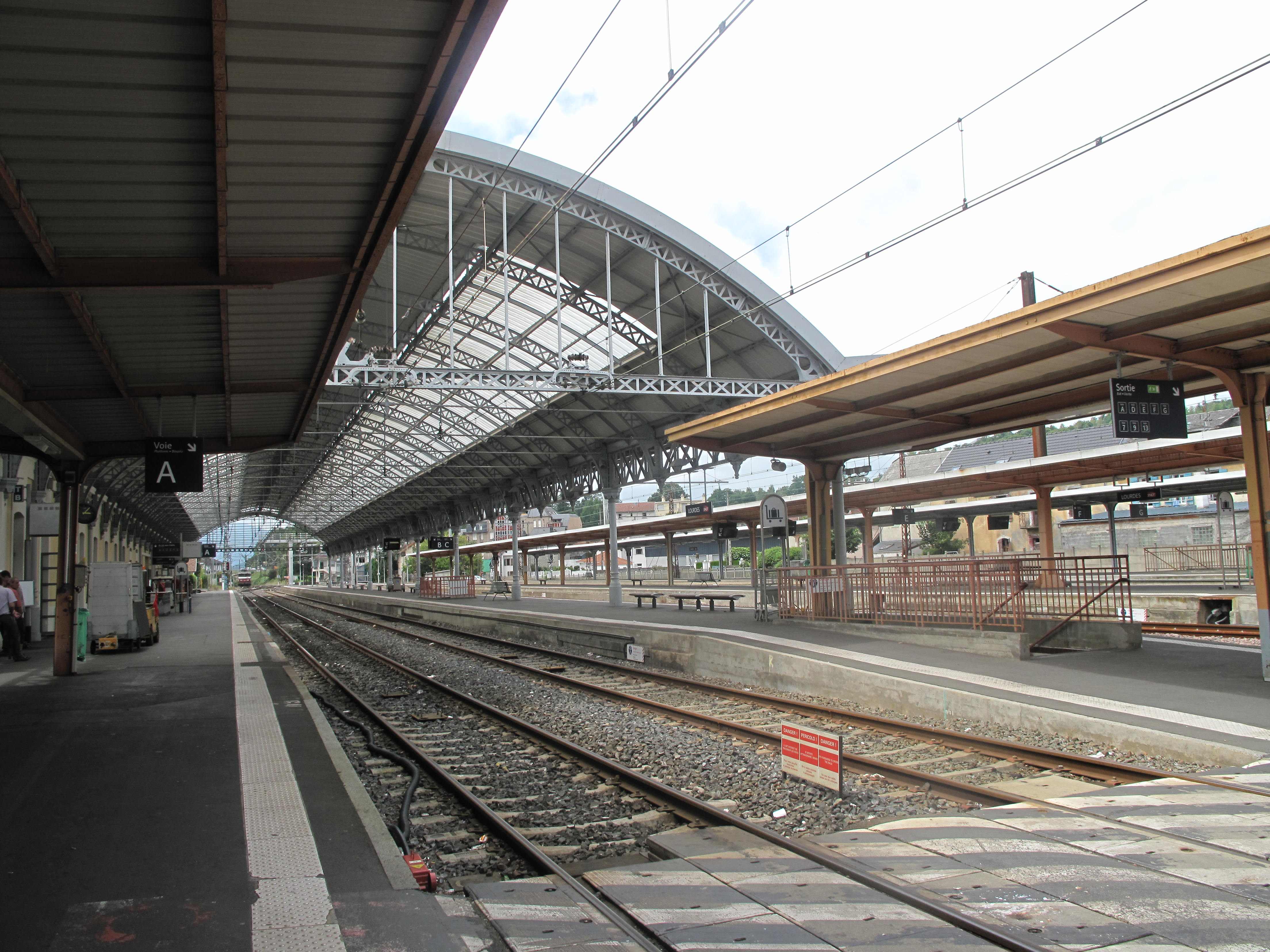
La gare de Lourdes en 2010. Ses installations sont largement dimensionnées pour permettre un trafic important pendant les périodes de pèlerinage.

Les principales gares de voyageurs sont celles de Tarbes et Lourdes, avec une fréquentation annuelle de 429 000 et 415 000 voyageurs respectivement en 2019. La gare de Lourdes présente la particularité unique en France d'accueillir de nombreux trains spéciaux, qualifiés de trains de pèlerins, transportant des voyageurs de toute l'Europe vers le sanctuaire de Notre-Dame de Lourdes
La totalité du trafic voyageurs et la quasi-totalité du trafic fret du département circule sur la ligne de Toulouse à Bayonne. Celle-ci, à double voie électrifiée, possède une rampe de 33 ‰, dite rampe de Capvern, l'une des plus fortes du réseau ferroviaire français,  où l'on trouve à son pied le viaduc de Lanespède.
Des trains TGV inOui reliant Paris à Lourdes et Tarbes, des Intercités de nuit reliant Paris à Lourdes (ou Hendaye l'été), des Intercités reliant Toulouse à la côté basque, des TER Occitanie (liO) et des TER Nouvelle-Aquitaine circulent notamment sur cette ligne.

## Transport aérien
L'aéroport de Tarbes-Lourdes-Pyrénées est, avec 466 000 passagers en 2019, le troisième aéroport le plus fréquenté d'Occitanie. Il est relié par des vols réguliers à une quinzaine de destinations européennes, certaines saisonnières, mais est surtout desservi par des vols charters à vocation touristico-religieuse.

## Transports en commun urbains et périurbains
La communauté d'agglomération Tarbes-Lourdes-Pyrénées est la seule autorité organisatrice de la mobilité du département. Elle organise des services de transport dans son ressort territorial. Le réseau TLP Mobilités compte 17 lignes régulières d'autobus.
La Ville de Lourdes exploite par ailleurs un funiculaire la reliant au pic du Jer. De 1899 à 1930, le tramway de Lourdes circulait dans la ville, reliant la gare à la grotte.

## Modes actifs
Le département est traversé par plusieurs voies vertes, véloroutes et sentiers de grande randonnée.
- Voie verte des Gaves
- Voie verte Pierrefitte-Nestalas/Cauterets
- Voie verte du CaminAdour
- V81 - Véloroute du Piémont Pyrénéen (Bayonne- Le Barcarès )
- V82 - Véloroute de la Baïse (Vianne - La Barthe-de-Neste)
- Sentier de grande randonnée de pays Tour du Val d'Azun
- Sentier de grande randonnée de pays Tour des Baronnies de Bigorre